# Double Dragon (Neo-Geo)
Double Dragon é um jogo de luta spin-off da série Double Dragon, desenvolvido e publicado pela Technōs Japan em 1995. É baseado no filme Double Dragon de 1994, que por sua vez foi baseado no jogo de arcade original. Foi originalmente lançado para o Neo Geo (nos formatos AES e MVS) e posteriormente lançado para o Neo Geo CD, PlayStation (este último portado pela Urban Plant) em 2014 para o PlayStation Network. Foi o último jogo Double Dragon da Technōs Japan antes que a empresa falisse, e o quarto e último jogo Double Dragon lançado nos fliperamas.

## Gameplay
O jogo funciona como um jogo de luta individual convencional. Um dos aspectos únicos do Double Dragon é a falta de botões específicos de soco e chute como outros jogos de luta. Em vez disso, existem quatro botões de ataque de força e velocidade variadas, que podem executar socos ou chutes dependendo da posição do personagem. O personagem do jogador e seu oponente têm um medidor de super movimento chamado "medidor de carga", sobreposto ao medidor de saúde do personagem. Quanto menos saúde o personagem tiver, mais rápido ele ficará cheio. Os "movimentos de carga" geralmente são executados executando o comando de um movimento especial regular e pressionando dois botões de ataque simultaneamente no final, em vez de apenas um. Outras técnicas disponíveis no jogo incluem investidas, guardas aéreos, arremessos aéreos e ataques para baixo (que permitem aos personagens pular e atacar seu oponente enquanto estão momentaneamente inconscientes no chão).
No modo single-player, o jogador compete contra todos os 10 lutadores jogáveis, incluindo um clone de seu próprio personagem. Depois que todos os 10 lutadores padrão forem derrotados, o jogador enfrentará o guarda-costas de Shuko, Duke, antes de desafiar o próprio Shuko. Nas versões de console do jogo, Duke e Shuko podem ser jogados por meio de um código de trapaça.

## Enredo e jogadores
Billy e Jimmy Lee retornam à cidade de sua infância após receberem uma carta de seu mestre. A cidade mudou drasticamente nos dez anos desde que os irmãos partiram, tornando-se um refúgio para gangues de rua conhecidas como Bloody Town depois de cair sob o controle do chefe do crime Koga Shuko. Shuko está hospedando um torneio de artes marciais para recrutar novos membros para sua organização, mas também para atrair os irmãos Lee para trazer a ele metade do medalhão titular do Double Dragon. Shuko está de posse da outra metade. Quem possuir as duas metades do medalhão Double Dragon adquirirá poderes ilimitados.
A lista de personagens inclui dez lutadores imediatamente jogáveis e dois chefes. Billy e Jimmy Lee lutam usando o estilo fictício de artes marciais Sou-Setsu-Ken, com Billy tendo as técnicas mais rápidas, enquanto Jimmy é mais forte. Os irmãos gêmeos também têm a habilidade de se transformar em uma forma alternativa como um super movimento, alterando suas listas de movimentos. Os outros oito lutadores são Marian, uma líder de gangue e amiga de infância dos irmãos Lee; Abobo, um homem forte empregado por Shuko; Burnov, um ex-lutador com rivalidade contra Abobo; Eddie, um kickboxer; Amon, um ninja; Cheng-Fu, um mestre do punho bêbado; Dulton, um lutador de rua; e Rebecca, uma mestra da dupla tonfa.
Os personagens e cenários são inspirados no filme Double Dragon, que aparece com destaque na introdução do jogo. Isso inclui o aparecimento de um letreiro de Hollywood submerso, o aparecimento do Dragon Wagon no palco de Billy, a técnica de transformação dos irmãos Lee, a representação de Marian como líder de gangue e a inclusão de Koga Shuko como o oponente final do jogo. No entanto, os personagens são retratados em um estilo mais parecido com anime e apenas cinco dos doze lutadores do jogo são realmente apresentados no filme; Burnov e Duke são de jogos Double Dragon anteriores e o resto são novos personagens criados especificamente para este jogo.

## Recepção
No Japão, a Game Machine listou Double Dragon para Neo Geo em sua edição de 15 de abril de 1995 como sendo o décimo terceiro jogo de arcade mais bem-sucedido do ano.
No lançamento, a GamePro deu uma crítica negativa à versão Neo Geo AES. Eles elogiaram o medidor de carga e a precisão dos controles, mas criticaram os "gráficos impressionantemente moderados" e concluíram: "Normalmente, Double Dragon seria apenas médio, mas os aspectos tolos (o locutor) e os lutadores patetas (com alguns movimentos muito comuns)  atrapalham." Ao analisar a versão do Neo Geo CD, Maximum descobriu que o jogo não tinha originalidade, tinha sprites mal definidos e sofria de jogabilidade abaixo do nível comparado a outros jogos de Neo Geo CD. Eles marcaram duas de cinco estrelas.
A Next Generation revisou a versão Neo-Geo do jogo, classificando-a em uma estrela em cinco e afirmou que "O modelo do qual este veio certamente deve ser aposentado, mas, enquanto isso, Double Dragon é outro em uma longa linha de lutadores  medíocres para todos os viciados em lutadores que, de alguma forma, abriram espaço em suas cabeças para 50 conjuntos diferentes de super movimentos. Você poderia fazer melhor."